# 日長站
日長站（日语：／ Hinaga eki */?）是一個位於日本愛知縣知多市日長，屬於名古屋鐵道常滑線的鐵路車站。車站編號為TA15。

## 車站構造
可停靠6節編組的對向式月台2面2線的地面車站，設有跨站式站房。
| 月台 | 路線   | 方向 | 目的地                 |
| ---- | ------ | ---- | ---------------------- |
| 1    | 常滑線 | 下行 | 中部國際機場方向       |
| 2    | 常滑線 | 上行 | 太田川、名鐵名古屋方向 |

### 配線圖
| ← 太田川、 名古屋方向 | 日長站 構內配線略圖 | → 常滑、 中部國際機場方向 |
| 图例 参考文献：       |                     |                           |

## 使用情況
| 年度               | 1日平均 上下車人次 |
| ------------------ | ------------------ |
| 2008年（平成20年） | 369                |
| 2009年（平成21年） | 347                |
| 2010年（平成22年） | 347                |
| 2011年（平成23年） | 320                |
| 2012年（平成24年） | 324                |
| 2013年（平成25年） | 336                |
| 2014年（平成26年） | 331                |
| 2015年（平成27年） | 338                |
| 2016年（平成28年） | 321                |
| 2017年（平成29年） | 308                |
| 2018年（平成30年） | 369                |

## 相鄰車站
名古屋鐵道
 常滑線
□μ-SKY、■特急、□快速急行、■急行、■準急
通過
■普通
長浦（TA14）－日長（TA15）－新舞子（TA16）

## 外部連結
- 日長 - 名古屋鐵道